# Hilary A. Bush
Hilary Ashby Bush (* 21. Juli 1905 in Excelsior Springs, Missouri; † 11. Mai 1966 in Milwaukee, Wisconsin) war ein US-amerikanischer Politiker. Zwischen 1961 und 1965 war er Vizegouverneur des Bundesstaates Missouri.

## Werdegang
Hilary Bush besuchte bis 1926 das William Jewell College. Nach einem anschließenden Jurastudium an der University of Kansas City und seiner 1932 erfolgten Zulassung als Rechtsanwalt begann er in diesem Beruf zu arbeiten. In den 1940er und 1950er Jahren war er Staatsanwalt im Jackson County. Während des Zweiten Weltkrieges war er Oberstleutnant in der US Army. Bei Kriegsende wurde er Militärgouverneur der Präfektur Aomori in Japan. Politisch schloss er sich der Demokratischen Partei an. Bush war auch Mitglied der amerikanischen Anwaltskammer und gehörte den Freimaurern an.
1960 wurde Bush an der Seite von John M. Dalton zum Vizegouverneur von Missouri gewählt. Dieses Amt bekleidete er zwischen dem 9. Januar 1961 und dem 11. Januar 1965. Dabei war er Stellvertreter des Gouverneurs und Vorsitzender des Staatssenats. Im Jahr 1964 scheiterte er in den Gouverneursvorwahlen seiner Partei. Er starb am 11. Mai 1966 während eines Familienbesuchs in Milwaukee.